# Megalopolis
Megalopolis (gr. Μεγαλοπολη) är en stad i kommunen Dimos Megalopoli i Arkadien i Grekland, med 8 657 invånare (2001). Megalopolis är grekiska för "stor stad" och den var en gång relativt stor, ca 20 000 invånare. Megalopolis blev dock aldrig vad grundaren tänkt sig.
Motorvägarna A7 och A71 går förbi Megalopolis.

## Historik
Megalopolis grundades 371 f.Kr. av generalen Epaminondas från Thebe som huvudstad i det arkadiska statsförbund som denne bildade sedan Thebe, under hans befäl, hade besegrat Sparta. År 223 f.Kr. förstördes staden av spartanerna under ledning av kung Kleomenes III. Under medeltiden var staden mer eller mindre övergiven. Namnets betydelse, stor stad, var ett stående skämt i Antiken, att Megalopolis varken var stort eller var någon stad.
Utgrävningar 1890–92 har frilagt ruiner av ett stort Zeustempel samt av Greklands största teater med 20 000 platser. En förhandlingssal för bortåt 6 000 personer har också påträffats.